# 알프레도 캄폴리
알프레도 캄폴리(Alfredo Campoli, 1906년 10월 20일 ~ 1991년 3월 27일)는 영국 국적의 이탈리아계 바이올리니스트이다.

## 생애
1906년 로마에서 태어났다. 13세 때 영국으로 일가가 이주하였고, 바이올린은 산타 체칠리아 음악원 교수인 아버지 로메오에게서 배웠다. 10세 때 데뷔한 이래 13세까지는 각종 콩쿠르에서 7개의 1등상, 2개의 금메달, 1개의 은배를 탔고, 일찍이 일류 주자로서 등장하였다. 그는 한번도 음악학교에서 배우지 않았는데, 연주는 그의 그러한 경력을 증명이나 하듯이 모가 없이 감미로우며 감성적인 아름다움에 넘쳐 있다.